# 王萍 (1958年)
王萍（1958年5月—），女，汉族，山东海阳人，中华人民共和国政治人物，中国共产党党员。江西大学中文系毕业，中共江西省委党校经济学专业在职研究生学历。

## 生平
1975年11月参加工作，历任中共江西省委组织部副处长、办公室主任，江西省妇联副主席，中共赣州市委常委、组织部部长、副书记、纪委书记，中共九江市委副书记、副市长、市长，中共吉安市委副书记、代市长、市长等职。2011年8月，任中共吉安市委书记。2016年9月，不再担任中共吉安市委书记。随即转任江西省政协常委。